# Большие Прудищи
Большие Прудищи — село в Пителинском районе Рязанской области. Входит в Пеньковское сельское поселение.

## География
Находится в северо-восточной части Рязанской области на расстоянии приблизительно 10 км на юг-юго-восток по прямой от районного центра поселка Пителино.

## История
Известно, что в 1766 году здесь была построена деревянная Ильинская церковь (не сохранилась). В 1862 году здесь (тогда село Елатомского уезда Тамбовской губернии) было учтено 59 дворов.

## Население
Численность населения: 551 человек (1862 год), 599 (1914), 15 в 2002 году (русские 100 %), 10 в 2010.